# Гелхорн, Альфред
Альфред Гелхорн (нем. Alfred Gellhorn, 26 мая 1885, Олава, Польша — 7 мая 1972, Лондон, Англия) — немецкий, латиноамериканский и английский архитектор.

## Биография
Альфред Гелхорн родился в еврейской семье в Олаве (Польша). Жил и работал в германском Галле, а затем, с 1926 года, — в Берлине. В 1933 году он бежал от нацистов в Испанию, через два года — в Лондон, а затем — в Латинскую Америку. Он был назначен консультантом колумбийского правительства в Боготе, но позднее переехал в Аргентину. В 1950-е — 1970-е годы работал архитектором в Берлине.

## Избранные реализованные проекты
- Здание офиса, Halle an der Saale (1922)[2]
- Country House Hallway, Berlin 1930[2]